# Naturschutzgebiet Weichselbrunner Weiher und Trockenkiefernwald bei Bodenwöhr
Der Weichselbrunner Weiher und Trockenkiefernwald bei Bodenwöhr ist ein Naturschutzgebiet nahe Bodenwöhr im Oberpfälzer Landkreis Schwandorf in Bayern.
Das Naturschutzgebiet befindet sich zwei Kilometer nördlich von Bodenwöhr. Es ist Bestandteil des Naturparks Oberer Bayerischer Wald und des Landschaftsschutzgebietes Oberer Bayerischer Wald.
Das 111 ha große Areal umfasst den in ihm liegende Weichselbrunner Weiher und Teilbereiche des Gleixnerbachtales. Im Naturschutzgebiet ist anders als der Name vermuten lässt, der überwiegende Teil bewaldet. Hierbei handelt es sich größtenteils um trockene, flechtenreiche Sandkiefernwälder, die unmittelbar an Verlandungsbereiche grenzen. Die Flechten und Moose der Kiefernbestände sowie die Verlandungszonen sind in hohem Maße trittempfindlich. Das Gelände ist Teil des Naturraums Bodenwöhrer Bucht.
Das Naturschutzgebiet wurde am 4. März 1993 ausgewiesen.